# Drepanosticta jurzitzai
Drepanosticta jurzitzai – gatunek ważki z rodziny Platystictidae.